# Dowanhill United Presbyterian Church

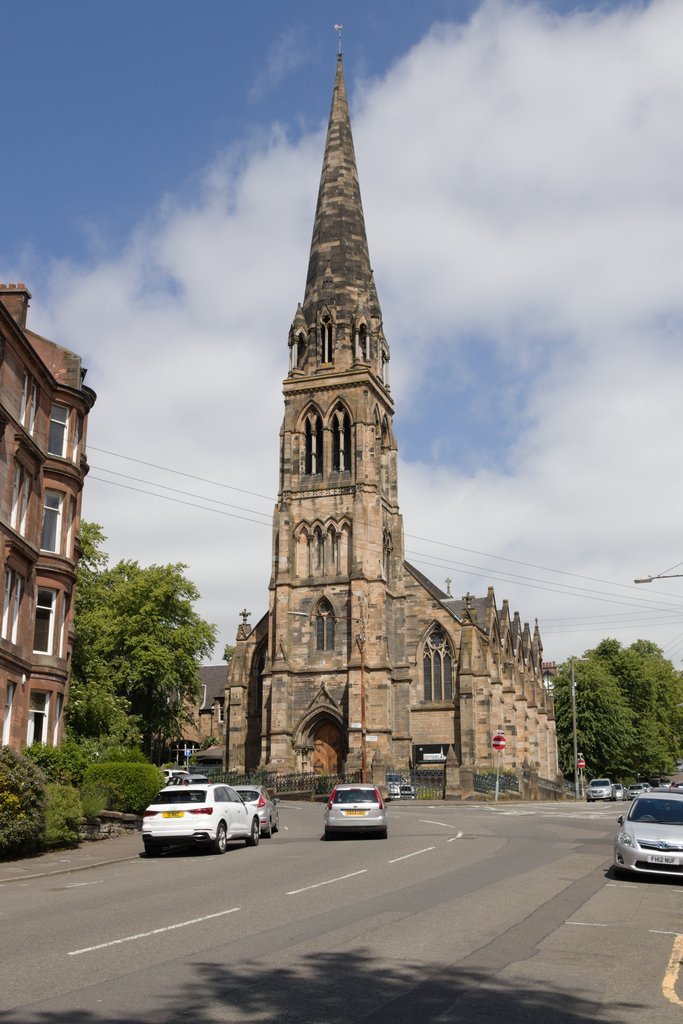
Dowanhill United Presbyterian Church

Die Dowanhill United Presbyterian Church, heute Cottiers Theatre, ist ein ehemaliges Kirchengebäude und heutiger Theater- und Gaststättenbetrieb in der schottischen Stadt Glasgow. 1970 wurde das Bauwerk in die schottischen Denkmallisten in der höchsten Denkmalkategorie A aufgenommen.

## Geschichte
Bei der Ausschreibung des Kirchenneubaus für die United Presbyterian Church of Scotland im Dezember 1864 setzte sich William Leipers Entwurf unter anderem gegen John Honeymans durch, der bereits mehrere Kirchen für die presbyterianische Kirche erbaut hatte. Es handelt sich um Leipers ersten Kirchenbau. Der Entwurf wurde bereits 1862 auf einer Ausstellung in Paris präsentiert. Nach Grundsteinlegung am 4. August 1865 wurde die Kirche am 11. November 1866 eröffnet. Zur Gestaltung der Bleiglasfenster wurde mit Daniel Cottier einer der bedeutendsten schottischen Glaskünstler seiner Zeit gewonnen. 1948 wurde das Bauwerk überarbeitet.
Nachdem das Gebäude obsolet geworden war, ließ es der Four Acres Charitable Trust 1989 umbauen. Seit 1994 beherbergt es das Cottiers Theatre, einen Theater- und Gastronomiebetrieb. 2004 wurde der Innenraum restauriert.

## Beschreibung
Das Gebäude steht an der Hyndland Road gegenüber dem Dowanhill Park im westlichen Glasgower Stadtteil Dowanhill. Der 159 m hohe Glockenturm ist der Hallenkirche an der Südseite vorgelagert. Dort befindet sich das spitzbögige Eingangsportal mit profilierter Archivolte. Entlang der Turmkanten ziehen sich Strebepfeiler. Der Turm ist mit Maßwerken und spitzbögigen Blendarkaden gestaltet. Er ist oktogonal fortgeführt und schließt mit spitzem Helm mit Lukarnen. Maßwerke flankieren den Turm.